# Gregor Jungheim
Gregor Jungheim ist ein deutscher Journalist, der lange Zeit über das Stiftungswesen in Deutschland schrieb und mittlerweile kaufmännisch tätig ist.
Jungheim absolvierte an der Westfälischen Wilhelms-Universität (WWU) in Münster das Jurastudium. Anschließend war er u. a. in Rostock für die Norddeutschen Neuesten Nachrichten (NNN) tätig.
Er war von April 2011 bis Ende 2016 Redaktionsleiter des Magazins Die Stiftung (München). Ab Anfang 2017, nach dem Verkauf des Magazins an eine Tochtergesellschaft der FAZ, war er für die Zeitschrift M&A Review tätig. Sein Nachfolger bei der Stiftung ist Tobias Anslinger.
Darüber hinaus schrieb Jungheim auch für das Mittelstandsmagazin Unternehmeredition und hat zudem einen Fachbeitrag in dem Buch Fundraising: Professionelle Mittelbeschaffung für steuerbegünstigte Organisationen veröffentlicht. Im Sommer 2012 erhielt er den Medienpreis der DeGEval – Gesellschaft für Evaluation.
In der ersten Jahreshälfte 2017 wechselte er als Leiter der Geschäftsstelle zur Arbeitsgemeinschaft Deutsche Fachwerkstraße nach Fulda.